# Вальделус
Вальделус (исп. Valdeluz) — город, а точнее особый городской проект, возведённый на пике предкризисного строительного бума в проектировочной компанией Рейяль Урбис (Reyal Urbis) в 2007 году на территориях муниципалитета Ебес, провинция Гвадалахара, Испания. Город был возведён к северо-востоку от Мадрида посреди пустынной местности недалеко от психдиспансера Алькоэте на пересечении трассы N-320 и ж/д станции Гуадалахара-Ебес. Изначально город планировался как один из спальных спутников-городов Мадрида. Его вместимость по плану составляет 30 000-33 000 жителей. Однако, в 2008 году перегрев рынка жилья в стране привёл к началу серьёзного экономического кризиса в Испании. Несмотря на 40%-ое падение цен на жильё, к 2012 году население посёлка достигло лишь 1 719 человек, для удовлетворения нужд которых из всех предприятий в городе действовал лишь один супермаркет. Автобусное сообщение было нерегулярным. В феврале 2013 года Рейяль Урбис заявил о своём банкротстве. Город-призрак Вальделус превратился в символ мыльного пузыря на рынке недвижимости и тяжелого экономического кризиса в Испании.